# Deutscher Eishockeypokal 2004/05
Der Deutsche Eishockeypokal wurde in der Saison 2004/05 zum dritten Mal vom Deutschen Eishockey-Bund in Zusammenarbeit mit der Deutschen Eishockey Liga und der Eishockeyspielbetriebsgesellschaft ausgespielt.
Die erste Runde wurde am 12. September 2004 ausgespielt, die zweite Runde am 19. Oktober.  Das Viertelfinalbegegnungen wurden am 23. November, das Halbfinale am 18. Januar 2005 und am 1. Februar 2005 ausgetragen, bevor am 22. Februar im Finale der Pokalsieger bestimmt wurde.

## Teilnehmer
| Die 14 Teams der Deutschen Eishockey Liga: | Die 14 Teams der 2. Eishockey-Bundesliga: | 3 Teams aus der Oberliga:                      |
| --- | --- | ---------------------------------------------- |
| - Augsburger Panther - Eisbären Berlin - DEG Metro Stars - Frankfurt Lions - Hamburg Freezers - Hannover Scorpions - ERC Ingolstadt - Iserlohn Roosters - Kassel Huskies - Kölner Haie (Titelverteidiger) - Krefeld Pinguine - Adler Mannheim - Nürnberg Ice Tigers - Grizzly Adams Wolfsburg | - Tölzer Löwen - SC Bietigheim-Bissingen - REV Bremerhaven - ETC Crimmitschau - EV Duisburg - ESC Moskitos Essen - Wölfe Freiburg - ESV Kaufbeuren - Landshut Cannibals - Eisbären Regensburg - Schwenninger ERC - Straubing Tigers - 1. EV Weiden - Lausitzer Füchse | - EV Füssen - Heilbronner Falken - EHC München |

## Begegnungen

### 1. Runde
Die 1. Runde fand am 12. September 2004 statt. Die Paarungen wurden im Rahmen der Inlinehockey-Weltmeisterschaft der IIHF ausgelost.
| Eisbären Regensburg     | –                  | Nürnberg Ice Tigers     | 1:2       | (1:1, 0:1, 0:0)           |
| EV Duisburg             | –                  | Iserlohn Roosters       | 2:4       | (0:0, 1:2, 1:2)           |
| SERC Wild Wings         | –                  | Frankfurt Lions         | 3:0       | (0:0, 3:0, 0:0)           |
| REV Bremerhaven         | –                  | Hannover Scorpions      | 3:4       | (2:0, 1:1, 0:3)           |
| Lausitzer Füchse        | –                  | Wolfsburg Grizzly Adams | 3:4 n. V. | (2:0, 1:2, 0:1, 0:1)      |
| Tölzer Löwen            | –                  | ERC Ingolstadt          | 3:4 n. P. | (2:0, 1:1, 0:2, 0:0, 0:1) |
| Straubing Tigers        | –                  | Augsburger Panther      | 1:4       | (0:1, 1:2, 0:1)           |
| EHC München             | –                  | Eisbären Berlin         | 1:2       | (0:1, 1:0, 0:1)           |
| ETC Crimmitschau        | –                  | Kassel Huskies          | 1:2       | (1:1, 0:0, 0:1)           |
| ESC Moskitos Essen      | –                  | Landshut Cannibals      | 2:5       | (1:2, 0:2, 1:1)           |
| Heilbronner Falken      | –                  | DEG Metro Stars         | 3:4       | (2:0, 1:1, 0:3)           |
| Wölfe Freiburg          | –                  | Krefeld Pinguine        | 1:4       | (0:0, 1:3, 0:1)           |
| SC Bietigheim-Bissingen | –                  | Adler Mannheim          | 3:2       | (1:1, 1:0, 1:1)           |
| ESV Kaufbeuren          | –                  | Hamburg Freezers        | 3:0       | (1:0, 0:0, 2:0)           |
| EV Füssen               | –                  | Kölner Haie             | 0:6       | (0:3, 0:3, 0:0)           |
| Blue Devils Weiden      | Blue Devils Weiden | Blue Devils Weiden      | Freilos   | Freilos                   |

### 2. Runde
Die 2. Runde fand am 19. Oktober 2004 statt. Die Paarungen wurden am 14. September im Rahmen eines DEL-Medienstammtisches in Köln ausgelost.
| Kassel Huskies          | – | Augsburger Panther  | 2:3 n. V. |  |
| ERC Ingolstadt          | – | Eisbären Berlin     | 6:5 n. V. |  |
| Landshut Cannibals      | – | ESV Kaufbeuren      | 4:0       |  |
| SERC Wild Wings         | – | Nürnberg Ice Tigers | 1:5       |  |
| Grizzly Adams Wolfsburg | – | Kölner Haie         | 0:4       |  |
| Blue Devils Weiden      | – | Bietigheim Steelers | 2:3       |  |
| Hannover Scorpions      | – | Krefeld Pinguine    | 6:0       |  |
| Iserlohn Roosters       | – | DEG Metro Stars     | 1:6       |  |

### Viertelfinale
Spieltermin für die Viertelfinale war der 23. November 2004. Die Auslosung wurde am 24. Oktober 2004 im Rahmen des Ligaspiels Nürnberg Ice Tigers gegen Frankfurt Lions vorgenommen.
| Landshut Cannibals  | – | ERC Ingolstadt      | 0:9       |  |
| Kölner Haie         | – | Hannover Scorpions  | 3:2       |  |
| Bietigheim Steelers | – | DEG Metro Stars     | 1:2       |  |
| Augsburger Panther  | – | Nürnberg Ice Tigers | 4:3 n. V. |  |

### Halbfinale
Spieltermin für die Halbfinalbegegnungen war der 18. Januar 2005, das Spiel der DEG Metro Stars gegen die Kölner Haie wurde anschließend auf den 1. Februar 2005 verlegt.
| DEG Metro Stars    | – | Kölner Haie    | 1:0 |  |
| Augsburger Panther | – | ERC Ingolstadt | 3:4 |  |

### Finale
Das Finale fand am 22. Februar 2005 in der Saturn Arena in Ingolstadt statt.
| ERC Ingolstadt | – | DEG Metro Stars | 4:3 n. P. | (2:2, 1:0, 0:1, 0:0, 1:0) |

Somit ist der ERC Ingolstadt dritter Pokalsieger.

## Kader des Deutschen Pokalsiegers
| Deutscher Pokalsieger ERC Ingolstadt | Torhüter: Dennis Hipke, Steffen Karg, Sebastian Vogl, Jochen Vollmer, Jimmy Waite Verteidiger: Chris Armstrong, Peter Baumgartner, Jakub Ficenec, Justin Harney, Daniel Hilpert, Christoph Melischko, Ken Sutton, Philip Von Stefenelli, Aaron Ward Angreifer: Doug Ast, Brad Burym, Craig Ferguson, Glen Goodall, Mike Harder, Martin Jiranek, Jamie Langenbrunner, Cameron Mann, Andy McDonald, Nikolaus Mondt, Günter Oswald, Aleksander Polaczek, Markus Schröder, Marco Sturm Cheftrainer: Ron Kennedy |